# Funayūrei

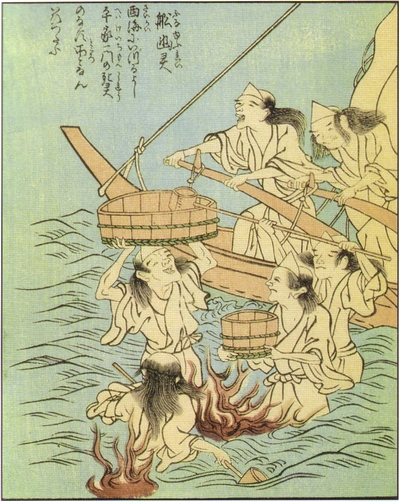
Funayūrei según Takehara Shunsen en su obra Ehon Hyaku Monogatari.

Los funayūrei (船幽霊?) son fantasmas de la mitología japonesa. Concretamente son los espíritus de los que han perecido en el mar. Se aproximan a la gente en botes o barcos y les piden un cucharón. Si se les entrega, empezarán a verter agua de mar en la embarcación hasta que se hunda. 